# Passo dello Zovo
Der Passo dello Zovo ist ein Alpenpass in den Vizentiner Alpen mit einer Passhöhe von 631 m s.l.m. Er verbindet die beiden Städte Schio und Valdagno, die jeweils im Val Leogra bzw. im Valle dell’Agno liegen. An der Passhöhe grenzen die Gemarkungen beider Gemeinden aneinander.
Über den Pass verläuft die rund 9 km lange Provinzialstraße SP 45 „Passo Zovo“, eine schmale, gewundene Passstraße, die von Fahrzeugen über einer Länge von 12 m oder Lastwagen über 3,5 t nicht befahren werden darf. Sie beginnt auf der Westseite in Novale, einer Fraktion von Valdagno und führt über fünf Kehren und vorbei an mehreren Gehöften stetig bergan zur Passhöhe und steigt dann vorbei an der kleinen Ansiedlung Monte Magrè ab nach Magrè, einer Fraktion von Schio.
Über Jahrzehnte hinweg war der Pass die Hauptverbindung zwischen beiden Tälern, bis 1998 der Straßentunnel in Betrieb genommen wurde und so eine schnellere Verbindung zwischen den beiden Zentren des oberen Vicentino hergestellt wurde.

## Giro d’Italia
Der Giro d’Italia führte am 29. Mai 1998 über den Passo dello Zovo. Nach dem Aufstieg von Valdagno aus kam es bei der Abfahrt nach Schio zum Sturz der Führenden, Alex Zülle und Marco Pantani, wodurch der Etappensieg für Michele Bartoli frei wurde.

## Belege
1. ↑  Vi.abilità: Elenco strade (Seite nicht mehr abrufbar. Suche in Webarchiven)
2. ↑  Aldo Maroso: Passi e valli in bicicletta. Prealpi venete (= Passi e valli d’Europa. Nr. 19). Ediciclo Editore, 2007, ISBN 978-88-88829-53-1, S. 38 ff. (italienisch, books.google.de).
3. ↑  Schio Valdagno Pass – Cenni storici. schiovaldagnopass.it, abgerufen am 6. März 2017 (italienisch).
4. ↑  1998 Giro d'Italia. Bike Race Info, abgerufen am 6. März 2017.